# シリウスの伝説
『シリウスの伝説』（シリウスのでんせつ）は辻信太郎の児童文学。またそれを原作とするアニメーション映画作品。

## 概要
1981年に発売。作：辻信太郎、絵：阿部行夫。サンリオから出版された。1990年に新装版、2009年にサンリオ創立50周年記念 特別装幀版が出ている。
水の国の王子シリウスと火の国の王妃マルタの許されない恋の物語。

## 映画
『シリウスの伝説』（英題：Sea Prince and the Fire Child）は、1981年7月18日公開のサンリオのアニメーション映画である。
『小さなジャンボ』、『親子ねずみの不思議な旅』、『チリンの鈴』などで、アニメーション製作を手がけたサンリオ映画製作部が、『星のオルフェウス』の次に製作した劇場用アニメーション。

### 解説
製作当時としてもすでに珍しくなっていた、24コマ/秒のフルアニメーション、ハンドトレスで撮影された。また、これも当時の国産アニメーションとしては異例の、ワンキャラクター＝ワンアニメーター制を採用するなど、前作『星のオルフェウス』の製作によって得たアメリカのアニメーション製作のノウハウを生かしている。さらに、サンリオでは、アニメーションとしては当時初めてのフル編成のNHK交響楽団の演奏と映像の競演を特に『シンフォニメ』と呼んだ。
内容はロミオとジュリエットを、火と水の世界に置き換え、さらに神話的な宇宙観の世界の中に構築した物語。
映画ではマルタは火の女王テミスの娘だが、シリウスは次の王に指名されてはいるが王子という描写はない。しかし予告では「火の妖精マルタと水の王子シリウス」とナレーションされている。また予告の公式Youtubeの概要欄にも「水の王子シリウス」「火の女神の娘マルタ」と表記されている。また英題も「Sea Prince and the Fire Child（海の王子と炎の娘）」であり、作中ではPrinceと呼ばれている。

### 物語
かつてこの地上には、真っ赤に燃える火と、もうもうと立ち込める水煙が一かたまりとなって渦巻いていた。火の女王テミスと水の王グラウコスはとても仲がよい姉弟だった。それを嫉んだ風の神アルゴンが、二人に互いの陰口を吹き込んだ。今まで互いに信じていただけに、裏切られた思いの二人は、激しく怒り憎しみ合うようになり、テミスは陸に炎の宮殿を、グラウコスは海に水の城を築き、一族同士も決して会う事はなくなった。宇宙を支配する大神は、このいさかいの元を起こしたアルゴンに腹を立て、その力の源である目玉を抜き取り、アルゴン自身も海の底に閉じ込めた。
時が過ぎ、グラウコスよりアルゴンの目玉を授かった水の精シリウスとテミスの娘マルタは偶然出会い、愛し合うようになるが、それぞれの王に見つかり捕らえられてしまう。ふたりはそれぞれ一族の王となったが、なんとか幽閉から逃れ「火と水がともに暮らせる星」に旅立つため、二人は90年に一度だけその星へと胞子が飛び立つクライン草の咲くメビウスの丘へと向かった。

### 登場人物
シリウス
本作の主人公。水の一族の一員。かねてより仕えていたグラウコスから子飼いの忠臣として、水の一族の記念すべき最初の王に指名された少年。好奇心旺盛で、いつも一角鮫の少年チークと共に海の中で遊んでいる。その好奇心から、水の一族が近づいてはならないリリカの岬へ行くが、マルタと出会い、恋に落ちる。しかし、互いの一族の掟を破る行為であり、その障害を乗り越えるため、モワルから、九十年に一度の日食の日にメビウスの丘に咲く巨大な花クライン草の胞子に乗って、火と水がともに生きられる星へ行けると教えられた。そして、五日後にマルタとメビウスの丘で会おうと誓い合う。彼ら水の一族は太陽の光を浴びると死んでしまうので、夜間か日食の間しか陸上で活動する事ができない。
マブゼの通報によってグラウコス神にマルタとの関係を知られて投獄されてしまい、前述のマルタとの約束の成就を憂慮したチークの献身的な奔走が結果的に風の神アルゴンの復活を招いてしまう。その混乱に乗じて何とか牢から脱出できたが、その際に起こった災害でチークが事故死。更に不幸は続き、愛するマルタの待つメビウスの丘を目指した彼は道中で転落事故に遭い失明。やっとの思いでたどり着いたメビウスの丘では既にクラインの胞子が飛び去ってしまっており、その事実を認識出来ない彼はマルタの涙ながらの忠告が逆効果となる形でこれに歩み寄った結果、日食の終了に伴って太陽の光を浴びて亡くなってしまう。
彼の死は当然マルタを号泣させたが、同時に彼女の心に生命と引き換えに愛を貫く勇気をもたらし、その結果、マルタは彼と運命を共にすべく彼の亡骸を抱えて海に身を投げて自害。2人の真実の愛は、水の一族と火の一族の長きに渡る対立に終焉をもたらしたことになる。
マルタ
火の女神・テミスの娘で、火の一族の王女。母や自分が暮らす火の宮殿に水の一族を近づけないようにするため、その近くにあるリリカの岬にかがり火を絶やさずに灯す役目を負っている。偶然、リリカの岬に現れたシリウスに出会い、恋に落ちた。しかし、それは一族の掟を破る行為であり、うっかりかがり火を消したことでその関係をテミスに知られてしまい、シリウスと引き離される。彼女達火の一族は水の中に入ると死んでしまうので、シリウスと彼女は夜間か日食の間しか活動を共にできない定めにあった。
テミスによって火の宮殿に強制送還・監禁されてしまったが、仲間達の協力で何とか脱走に成功。ピアレの死を無駄にしまいと何とかメビウスの丘を探し当てるが、肝心のシリウスがたどり着く前にクラインの胞子が全て飛び去ってしまい、万策尽きた末に日食のエネルギーで火の女王へと変身。
ところが、女王になった直後、何とか脱獄を果たしていたシリウスがようやくやって来てくれた。シリウスとの合流を喜んだが、すぐ我に帰って全てが手遅れになってしまった事をシリウスに伝えた。だが道中の転落事故で失明しているシリウスはその事実を飲み込めず、彼女の忠告が逆効果になった結果、日食の終わりと共に太陽の光を浴びて亡くなってしまった。愛するシリウスの死に泣き崩れたが、シリウスの死に様に勇気づけられた彼女はすぐさま彼と運命を共にするべく、シリウスの亡骸を抱えてともに海に身を投げて自害。その直後、グラウコス神によってシリウスの亡骸共々海中から引き揚げられた彼女の亡骸は元の少女の姿に戻っていた。
チーク
海の世界に住む一角鮫の少年。シリウスを兄貴分と慕い、いつも共に行動する。元気で明るい性格だが、一族の掟を破ってマルタと恋に落ちたシリウスがグラウコスの怒りを買い投獄された際に、彼を脱獄させようと奔走したのが仇となってアルゴンの復活を招いてしまう。そしてアルゴンによって生じた二次災害で深手を負った彼は、その二次災害の混乱に乗じて牢獄から出られたシリウスに見守られながら亡くなった。マルタがピアレの死を知って泣き崩れたように、シリウスも彼との突然の死別に際して号泣するが、シリウスの身に降りかかった不幸はそれだけでは終わらなかった(前述)。
ピアレ
陸の世界に住む火の一族の少女。マルタを強く慕っており、シリウスに激しい嫉妬の念を抱く。絶やしてはならないかがり火をうっかり消してしまったマルタを救うため、自らの体を燃やして火を灯す形でその命を散らしてしまった。その死後、シリウスと引き離され火の宮殿に強制送還されたマルタは、テミスに仕える近衛兵の証言から初めて彼女の死を知る事となり、その場で泣き崩れた。
モワル
海の世界の長老である大海亀。世界のあらゆる事に通じた賢者でもあり、一族の掟を破って、マルタと恋に落ちたシリウスに、九十年に一度の日食の日にメビウスの丘に咲く、クライン草の胞子に乗って、火と水がともに生きられる星へ行けると教えた。
シリウスとマルタの死後、彼ら2人の悲恋の顛末を、後世に生きる水の一族と火の一族双方に語り継いでいる。
グラウコス
海を支配する水の神。水の城に住む、巨大な竜人の姿をしている。テミスの弟で、仲の良い姉弟だったが、その仲に嫉妬した風の神アルゴンの讒言で仲違いし、憎み合うようになった。水の一族の記念すべき最初の王として子飼いの忠臣であるシリウスを指名する。物語終盤で、チークの不手際で復活してしまった風の神アルゴンと交戦し、これを撃破する。
結果忠臣であるシリウスと、姪にあたるマルタの両名を死に追いやってしまった事で、「誰が誰を愛そうとその愛に罪はない」と悟り、それまで憎しみ合っていたテミスとの関係も修復し、亡くなったシリウスとマルタを本人達の亡骸ごとチークとピアレの待つ天国へと送り出した。
テミス
陸を支配する火陸を支配する火の女神。火の宮殿に住む、赤い髪を持つ巨大な女性の姿をしている。グラウコスの姉であり、仲の良い姉弟だったが、その仲に嫉妬したアルゴンの讒言で仲違いし、憎み合うようになった。娘のマルタを初代女王として育て、愛している。
マルタがシリウスの死に絶望して自害してしまった悲劇に伴い、それまで憎しみ合っていたグラウコスとの関係修復を果たす。
マブゼ
海の世界に住むウツボ。子分達を引き連れて、海の世界を荒らすならず者で他の魚達に嫌われており、当然シリウスとも不仲。シリウスとマルタが密かに会っているのを見つけ、グラウコスに報告。やがてシリウス脱獄の為に奔走するチークの行動が仇となったアルゴン復活によって子分達共々、二次災害に巻き込まれて生死不明に追い込まれるという因果応報の破滅を迎えた。

### キャスト
- シリウス：古谷徹
- マルタ：小山茉美
- チーク：榊原郁恵
- モワル：宇野重吉
- グラウコス：内海賢二
- テミス：武藤礼子
- ピアレ：潘恵子
- マブゼ：鈴木ヒロミツ
- リー：松島みのり
- ルー：野村道子
- タツノコ：間嶋里美、川島千代子、山本圭子
- マブゼの子分：はせさん治、大竹宏、矢田耕司
- 砂っぺ：田の中勇、八奈見乗児
- 火の子達：中野聖子、杉原未樹、鈴木富子、高木ゆう子
- その他：佐藤正治、寺田誠

### スタッフ
- 原作・企画・製作：辻信太郎
- プロデューサー：波多野恒正
- 監督：波多正美
- 脚本：桂千穂、波多正美
- 設定協力：鏑木昌弥、高橋良輔
- 動画協力：虫プロダクション、スタジオライブほか
- キャラクターアニメーション：山本繁
- エフェクトアニメーション：赤堀幹治
- 美術：阿部行夫
- 仕上設定：福永雅子
- 撮影監督：八巻磐
- 編集：古川雅士
- 音響監督：林昌平
- 音楽：すぎやまこういち
- 演奏：NHK交響楽団
- 主題歌：サーカス　「愛のカンタータ」　「時よゆるやかに」　作詞：山上路夫　作編曲：すぎやまこういち

### その他
- 1982年の第4回アニメグランプリ作品部門で、シリウスの伝説は8位にランクインした[1]。

## パレード
1999年、サンリオピューロランドではハローキティ生誕25周年記念スペシャルショーとして、シリウスの伝説をモチーフにしたパレード『レジェンド・オブ・シリウス』が公演されていた。

## ミュージカル

### シリウスの伝説 キティとダニエルの大冒険
「サンリオファミリーミュージカル 『シリウスの伝説 キティとダニエルの大冒険』」としてサンリオのキャラクターらが演じており、サンリオピューロランドの外部公演として日本各地で上演されていた。
あらすじ
絵本「シリウスの伝説」では元々仲が良かった国同士の王子と王女は愛し合っていたが悪魔アルゴンによって仲たがいしてしまう。それを読んでいたキティとダニエルらは絵本の世界に入りこんでしまう。結末は原作とは違い悲劇ではない。

### マイメロディの星と花の伝説
サンリオピューロランドでは2011年6月25日から2015年5月24日まで「シリウスの伝説」をストーリーモチーフとしたミュージカル作品「マイメロディの星と花の伝説」が上映されていた。あくまでモチーフでありマイメロディと妖精たちが贈るフェアリーランドのファンタジーラブロマンスとなっている。

## 映像ソフト
2023年現在、すべネット配信されている。
『シリウスの伝説』
BD版：V-1553 DVD版：V-1501
BD版は2013年7月23日、DVD版は2010年2月16日それぞれサンリオより発売された。長さ108分。
過去には自社からのほか、他社からVHS版やLD版も発売されていた。
『レジェンド・オブ・シリウス ハローキティ25周年記念スペシャルパレード』
VHS版（1999年8月発売）
『シリウスの伝説－キティとダニエルの大冒険－／ハローキティのドリームエンジェル』
VHS版（2002年発売）
『マイメロディの星と花の伝説』
DVD版（2011年発売）